# Тупицино (Пишминський міський округ)
Тупи́цино (рос. Тупицыно) — село у складі Пишминського міського округу Свердловської області.
Населення — 281 особа (2010, 336 у 2002).
Національний склад станом на 2002 рік: росіяни — 89 %.